# БА-10
БА-10 (Броневой автомобиль 10 модель) — советский средний боевой бронеавтомобиль 1930-х годов.

## История разработки и описание конструкции
Был разработан в конструкторском бюро Ижорского завода в 1938 году в рамках дальнейшей модернизации БА-6М на модифицированном шасси грузовика ГАЗ-ААА, получившем обозначение ГАЗ-07, у которого была укорочена рама, усилена балка передней оси, экранирована система зажигания, а передняя подвеска оснащена амортизаторами от модели ГАЗ-М-1. Прототип, получивший обозначение БА-10, был изготовлен летом 1937 года. Серийное производство бронеавтомобиля под обозначением БА-10А началось с начала 1938 года.
Для повышения проходимости в комплект оборудования БА-10 входили быстросъёмные гусеничные цепи типа «Оверолл», надеваемые при необходимости на задние ведущие колёса. Кроме того преодолевать неровности помогали установленные побортно свободно вращающиеся запасные колеса. Корпус сваривался из броневых листов. Детали корпуса и внутреннего оборудования, не связанные сварными швами, крепились при помощи пулестойких заклепок и болтов. Крепление броневого корпуса к раме шасси осуществлялось при помощи 6 основных кронштейнов. Часть машин оборудовалось радиостанцией 71-ТК-1 или 71-ТК-3 «Шакал». Так, например, из выпущенных в 1940 году на Ижорском заводе 987 единиц БА-10М, 410 были радиофицированными.
После внесения большого количества мелких изменений в конструкцию и разработки технологической документации для его производства название боевой машины было изменено на БА-10А, под которым и начался его выпуск.
В конце 1939 года броневик был модернизирован ещё раз. Новая модель БА-10М получила бензобаки новой конструкции ёмкостью 54,5 литра каждый, установленные снаружи корпуса на крыльях задних колес в бронированных кожухах, в отличие от прежних, которые крепились к крыше корпуса за местами водителя и пулемётчика. Кроме того ввели новый поворотный механизм башни, изменили расположение глушителя, установили стандартный ящик для запасных радиоламп и новый ящик ЗИП ТОПа и ПТ-1, лом убрали внутрь корпуса, инструментальный ящик разместили под полом, установили сумку для ручных гранат, уменьшили высоту спинок сидений в башне и соответственно изменили крепление аптечки и ракетницы. При этом масса машины возросла до 5,5 тонн, но динамические качества практически не изменились.
Без учёта стоимости пушечно-пулемётного вооружения, танкового перископа (ПТ-1) образца 1932 года и телескопического прицела ТОП, бронировка радийного БА-10М обходилась в 56 046 руб. 80 коп., а линейного — в 48 946 руб. 80 коп..
Всего за 1937—1941 годы изготовили немногим менее 3400 бронеавтомобилей БА-10А и БА-10М, что сделало его самым массовым советским средним бронеавтомобилем.

## Модификации
Существовало две массовые модификации:
- БА-10А — базовая модификация. Серийное производство велось с января 1938 до декабря 1939 года. Выпущено около 1350 машин.
- БА-10М — бензобаки перенесены из боевого отделения на надколесные полки, на корме расположена специальная полка для гусениц. С декабря 1939 по сентябрь 1941 года выпущено около 1950 штук. Кроме того, весной 1940 года, после завершения модернизации БАИ и БА-3, было решено начать производство «100 комплектов запчастей для перестановки бензобаков БА-10 по типу БА-10М». Но поскольку Ижорский завод был перегружен другими заказами, то выполнение этой программы началось только в 1941 году. Сколько БА-10А прошло модернизацию — не известно, но с уверенностью можно сказать, что их было совсем немного.
- В сентябре — ноябре 1941 на заводе № 189 в Ленинграде из имеющегося задела собрали 81 машину, из них 6 получили двухосное шасси ГАЗ-АА и ЗИС-5.

Также на базе бронеавтомобиля создавались разведывательные бронедрезины БА-10 ж-д; произведено 7 машин, которые использовались в бронепоездных частях РККА. Кроме того было построено до 40 таких же машин для войск НКВД по охране железнодорожных сооружений.

## Производство
| Марка      | Производитель               | 1938 | 1939 | 1940 | 1941 | Всего |
| ---------- | --------------------------- | ---- | ---- | ---- | ---- | ----- |
| БА-10 лин  | Ижорский з-д (г. Ленинград) | 489  | 434  | 577  | 919  | 3298  |
| БА-10 рад  | Ижорский з-д (г. Ленинград) |      | 469  | 410  | 919  | 3298  |
| БА-10М ж-д | ДРО (г. Выкса)              |      |      | 1    | 12   | 13    |
| БА-10М     | № 189 (г. Ленинград)        |      |      |      | 81   | 81    |
| Всего      | Всего                       | 489  | 903  | 988  | 1012 | 3392  |

Из 3392 бронеавтомобилей, в вариантах БА-10А и БА-10М было изготовлено 3331 машина. Еще 61 броневик был сделан как БА-10 ж-д. Большинство из них передали в войска НКВД. В РККА поступило гораздо меньше; так, на 1 февраля 1941 года в бронепоездных частях числилось 46 средних бронеавтомобилей, а на 1 июня 1941 года — 52, из них 45 БА-6 ж-д и 7 БА-10 ж-д.
|      | Производитель  | 1  | 2  | 3   | 4   | 5   | 6   | 7   | 8   | 9  | 10  | 11  | 12  | Всего |
| ---- | -------------- | -- | -- | --- | --- | --- | --- | --- | --- | -- | --- | --- | --- | ----- |
| 1940 | Ижорский завод |    | 75 | 105 | 75  | 78  | 73  | 73  | 102 | 91 | 111 | 100 | 104 | 987   |
| 1940 | Завод ДРО      |    |    |     |     |     |     |     |     |    |     |     | 1   | 1*    |
| 1941 | Ижорский завод | 73 | 87 | 112 | 111 | 100 | 105 | 135 | 130 | 66 |     |     |     | 919   |
| 1941 | Завод ДРО      | 12 | 12 | 12  | 12  | 12  | 12  | 12  | 12  | 12 | 12  | 12  | 12  | 12*   |

*БА-10 ж-д 
Из машин выпуска 1941 года войскам НКВД было передано не менее сотни БА-10М, примерно половина из которых являлись ж-д вариантом. Такие бронедрезины использовались в составе БЕПО полков НКВД по охране железнодорожных сооружений. Штатно при каждом бронепоезде полагалось иметь 2 бронедрезины БА-10.

## Служба и боевое применение

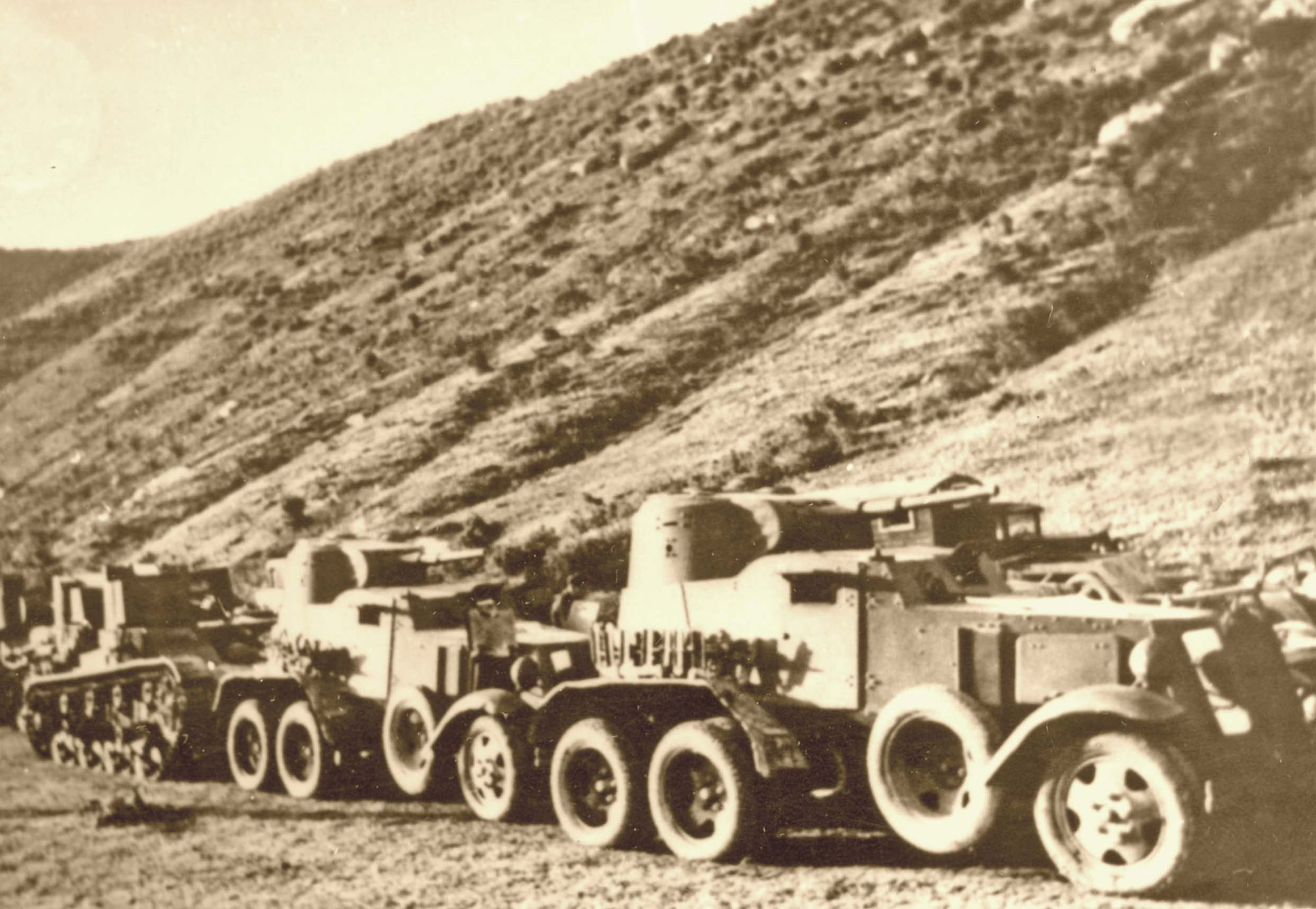
БА-10, Бессарабия, 1940

Использовался советскими войсками в боях на Халхин-Голе, при воссоединении Западной Белоруссии и Западной Украины, Советско-финской войне. В ходе этих конфликтов безвозвратные потери составили 39, 10 и 20 машин соответственно. К началу Великой Отечественной войны было выпущено около 2 860 БА-10, из них непосредственно в воинских частях РККА и НКВД числилось примерно 2 800 единиц. Остальные находились либо в пути в войска, либо на заводе в ожидании отгрузки.
Согласно предвоенным штатам танковая дивизия должна была иметь 56 БА-10, 18 — моторизованная дивизия, 17 — мотоциклетный полк и 5 — батальон связи механизированного корпуса. Стрелковой дивизии полагалось иметь 10 таких машин, а горнострелковой — 13. Кавалерийская дивизия так же должна была иметь 11 БА-10, а горно-кавалерийская — 7. В дивизионе связи кавалерийского корпуса должно было иметься 8 бронеавтомобилей, включая легкие. 19 БА-10 полагалось иметь мотострелковой дивизии и 57 — моторизованной броневой бригаде.
Танковой дивизии штата июля 1941 года полагалось 22 средних БА, а танковой бригаде штата сентября — 8.
В последующем средние бронемашины из штатов частей и соединений исчезают, хотя в войсках продолжают находиться, но уже по остаточному принципу. Дольше всего БА-10 прослужили на Ленинградском фронте. Эпизодическое их применение происходило в августе 1945, в ходе войны с Японией.
|                         | Категория               | ЛВО | ПОВО | ЗОВО | КОВО | ОдВО | ЗакВО | САВО | ЗабВО | ДВФ | МВО | ПриВО | ОрВО | ХВО | СКВО | УрВО | СибВО | Рембазы | Всего |
| ----------------------- | ----------------------- | --- | ---- | ---- | ---- | ---- | ----- | ---- | ----- | --- | --- | ----- | ---- | --- | ---- | ---- | ----- | ------- | ----- |
| БА-10 лин               | 1                       | 30  | 61   | 183  | 198  | 41   | 34    | 8    |       | 9   | 3   | 3     |      | 10  |      |      |       |         | 580   |
| БА-10 лин               | 2                       | 140 | 72   | 77   | 207  | 96   | 33    |      | 111   |     | 65  | 4     | 4    |     |      | 3    | 5     |         | 817   |
| БА-10 лин               | 3                       | 6   | 7    | 17   | 7    | 1    |       |      | 2     |     | 3   |       |      |     |      | 1    |       |         | 44    |
| БА-10 лин               | 4                       | 2   |      |      | 10   |      |       |      | 4     | 1   |     |       |      |     |      | 1    |       | 14      | 32    |
| БА-10 лин               | Всего                   | 178 | 140  | 277  | 422  | 138  | 67    | 8    | 117   | 10  | 71  | 7     | 4    | 10  |      | 5    | 5     | 14      | 1473  |
| БА-10 рад               | 1                       | 24  | 16   | 89   | 114  | 35   | 16    | 7    | 1     | 15  |     |       |      | 11  |      |      |       |         | 328   |
| БА-10 рад               | 2                       | 51  | 132  | 145  | 235  | 17   | 25    | 1    | 146   | 13  | 46  | 1     | 1    |     |      |      |       |         | 813   |
| БА-10 рад               | 3                       | 6   | 7    | 27   | 8    |      |       |      | 1     |     |     |       |      |     |      |      |       |         | 49    |
| БА-10 рад               | 4                       | 1   |      | 3    | 4    |      |       |      | 5     |     |     |       |      |     |      |      |       |         | 13    |
| БА-10 рад               | Всего                   | 82  | 155  | 264  | 361  | 52   | 41    | 8    | 153   | 28  | 46  | 1     | 1    | 11  |      |      |       |         | 1203  |
| Итого                   | Итого                   | 260 | 295  | 541  | 783  | 190  | 108   | 16   | 270   | 38  | 117 | 8     | 5    | 21  |      | 5    | 5     | 14      | 2676  |
| Кроме того БА средн ж-д | Кроме того БА средн ж-д | 1   |      |      | 5    |      |       |      |       | 13  |     |       | 7    |     | 4    |      |       |         | 30*   |

*Из них 7 БА-10, остальные БА-6

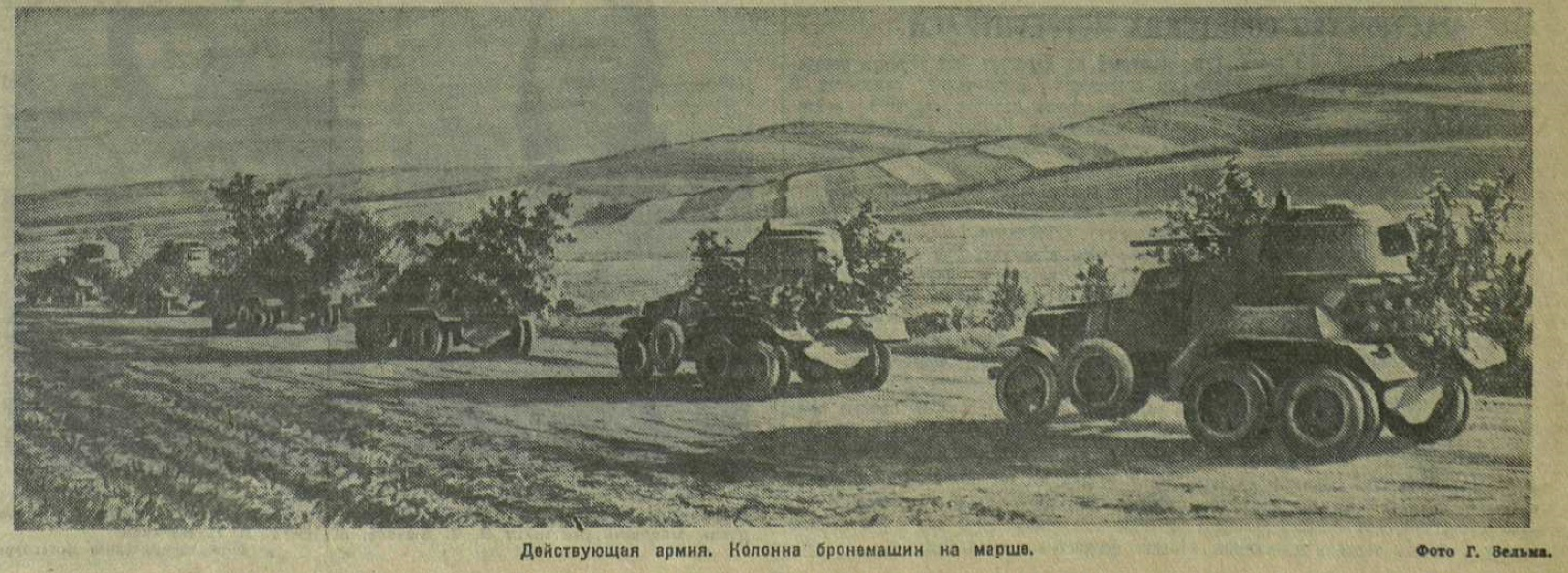
Действующая армия. Колонна бронемашин на марше. 13 июля 1941 г.

Применялись на всем протяжении ВОВ, а также в войне с Японией в августе 1945.

## Операторы
Первая партия из 10 БА-10 была поставлена МНР в конце 1939 года.
«13.01.40. При сем препровождается приёмо-сдаточный акт на машины БА-10 в количестве 10 штук, отправленные 14.12.39 г. по указанию АБТУ КА по адресу Улан-Удэ.»
В этот же период из не определённой воинской части РККА, дислоцированной в Монголии, была передана одна машина. Все 11 единиц БА-10 вместе с 11 единицами БА-20 составили бронедивизион 6-й кавалерийской дивизии МНРА.
Кроме того, трофейные бронеавтомобили этого типа использовались Финляндией (около 6-ти штук) и Германией (около 10-ти бронеавтомобилей).

## Сохранившиеся экземпляры
До наших дней сохранилось не менее 5 экземпляров среднего броавтомобиля БА-10 и 1 машина на его базе.

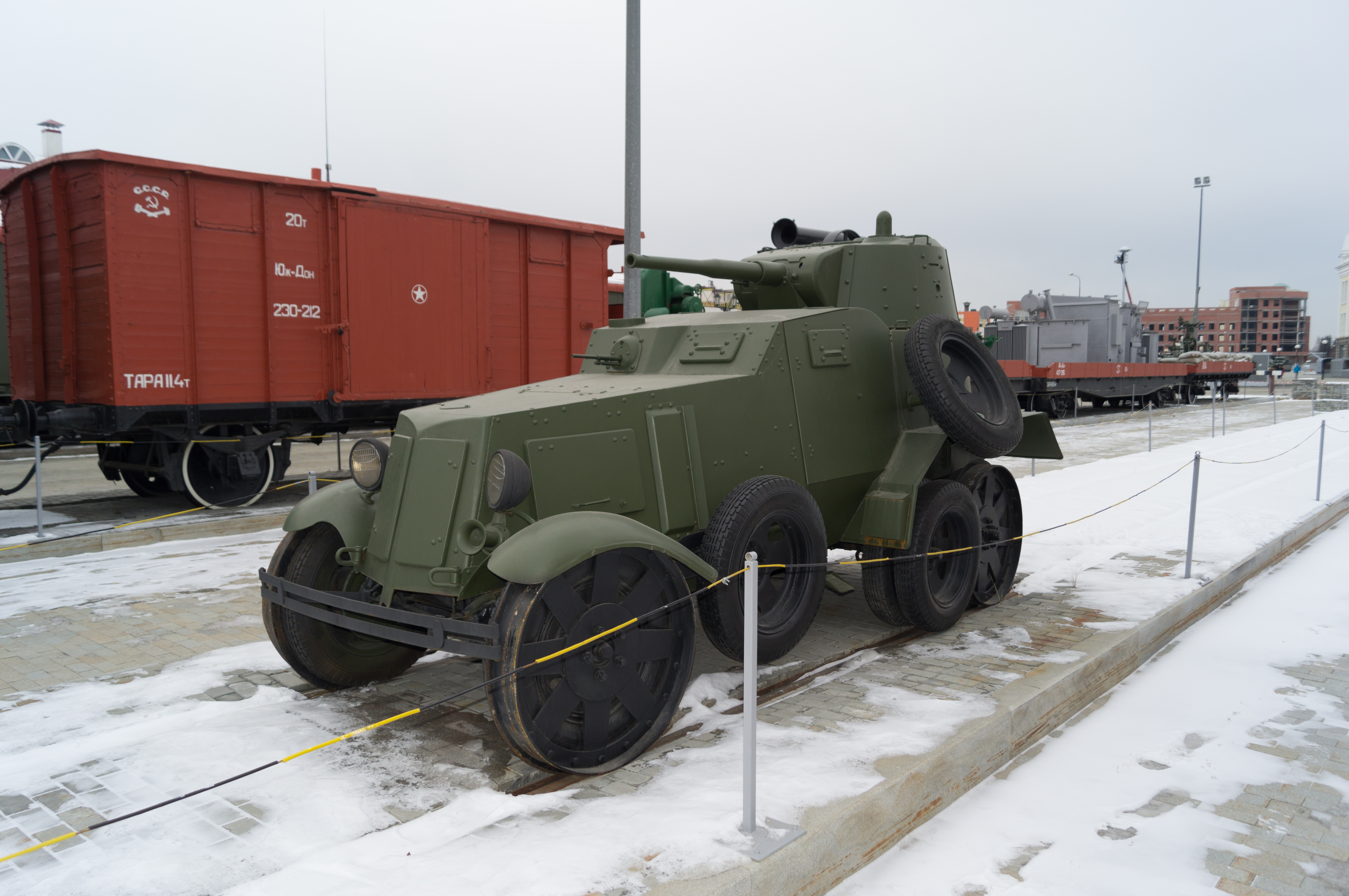
Реплика БА-10ЖД (бронеавтомобиля-дрезины). Музей техники УГМК

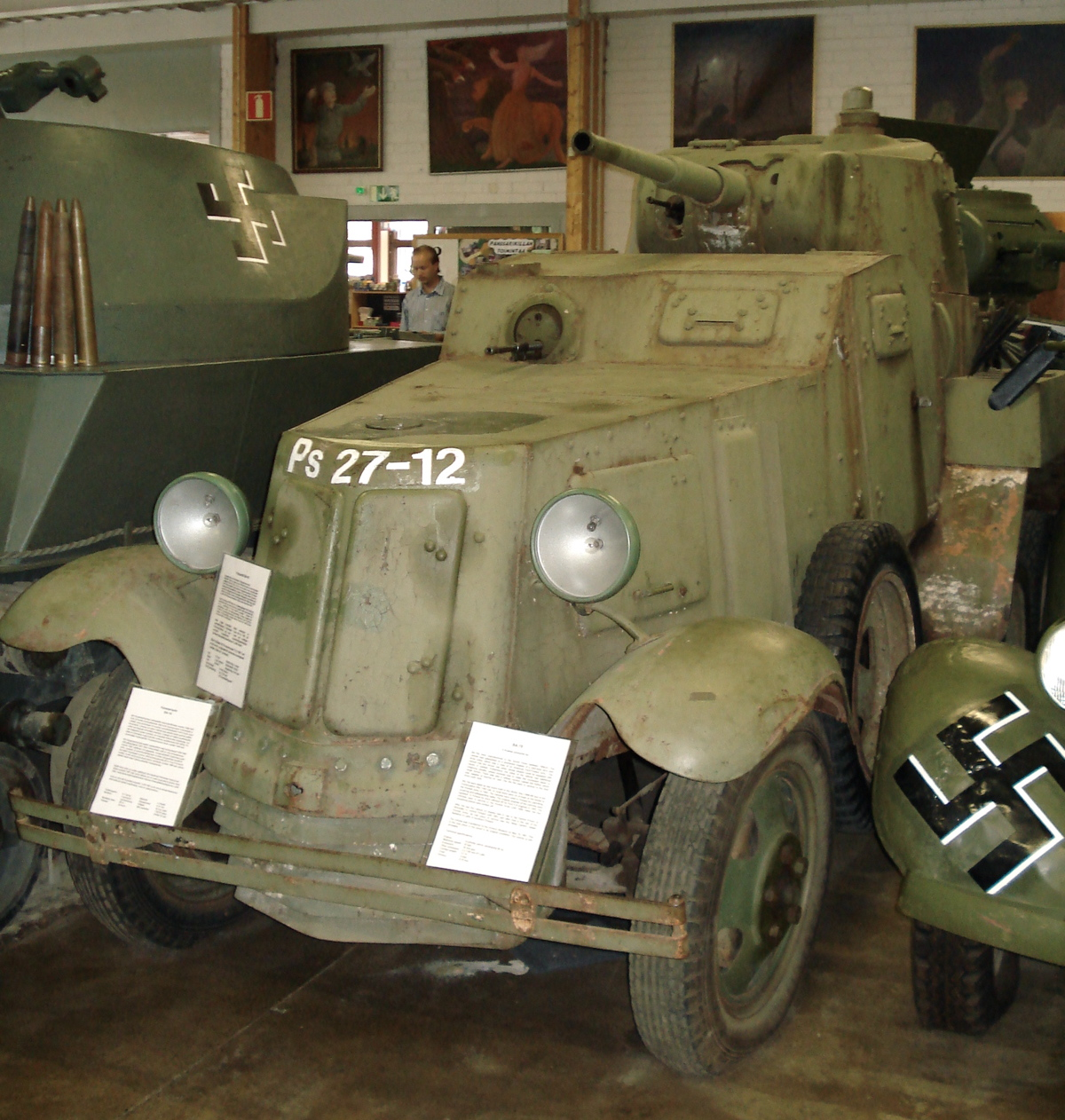
БА-10М в экспозиции Танкового музея Паролы, Финляндия. Финский тактический номер Ps. 27-12.

- Частная коллекции Игоря Шишкина[4], Бережки, Московская область. Машина обнаружена на месте боя 12 февраля 1942 г. в лесах у деревни Лодва, восстановлена до ходового состояния с помощью запчастей от второго БА-10.
- Полностью отреставрированный бронеавтомобиль БА-10 можно увидеть в Музее отечественной военной истории в деревне Падиково Московской области.
- В экспозиции Танкового музея Паролы, Финляндия. Финский тактический номер Ps. 27-12.
- В экспозиции Танкового музея Паролы, Финляндия. Кран-эвакуатор БА-10N. В 1962 году один из списанных броневиков был переоборудован с установковкой крана вместо верхней части бронекорпуса. Использовался в техническом центре танковых войск до 1978 г.
- Памятник на месте гибели штаба командующего Юго-Западным фронтом М. П. Кирпоноса в урочище Шумейково, Дрюковщина, Полтавская область. Ходовая часть — имитация.
- Памятник, Чойбалсан. Задние катки — от ПТ-76.
- Памятник на стрельбище пограничной заставы. Сомон Сумбэр.
- Также, реплики БА-10ЖД высокой степени достоверности находятся в Музее «Боевой славы Урала» в г. Верхней Пышме (на оригинальном шасси ГАЗ-ААА)
- Водолазами обнаружен экземпляр БА-10 на дне р. Малый Волховец под Великим Новгородом, который принадлежал 28-й танковой дивизии под командованием полковника Ивана Черняховского, оборонявшей Новгород от немецко-фашистских захватчиков. В августе 2021 г. был поднят[5].